# California or Bust (film 1927)
California or Bust è un film muto del 1927 diretto da Phil Rosen e interpretato da George O'Hara, Helen Foster e John Steppling.

## Trama
In Arizona, Jeff Daggett - proprietario di un garage affidato al suo assistente Johnny Fox - trascura il proprio lavoro per dedicarsi a un nuovo tipo di automobile, cui dedica tutto il suo tempo. Quando a Rockett, la città in cui vive, arriva per caso Holtwood, presidente di una casa automobilistica, accompagnato dalla figlia Nadine, Daggett non perde tempo per illustrargli la sua invenzione. Partendo, Holtwood porta con sé i piani della nuova automobile che poi sottopone al suo ingegnere capo, Rexton. Ma, quest'ultimo geloso di Daggett che vede come un rivale a causa di Nadine, sminuisce il progetto e sfida Daggett a una corsa in automobile contro di lui. Il prototipo di Daggett viene però rubato: all'inseguimento del ladro, riesce a recuperare la macchina per poi accettare il lavoro che gli viene offerto da Holtwood.

## Produzione
Il film, prodotto dalla Robertson-Cole Pictures Corporation, fu girato nel dicembre 1926 a Lake Arrowhead.

## Distribuzione
Il copyright del film, richiesto dalla R-C Pictures Corp., fu registrato il 9 gennaio 1927 con il numero LP23595.
Distribuito dalla Film Booking Offices of America (FBO) e presentato da Joseph P. Kennedy, il film uscì nelle sale cinematografiche USA il 9 gennaio 1927. Nel Regno Unito, fu distribuito dall'Ideal il 13 febbraio 1928.